# Victor Damian Arias
Pour les articles homonymes, voir Arias.

a Compétitions nationales et continentales officielles uniquement.

b Matchs officiels uniquement.
Dernière mise à jour le 20 juillet 2024.
Victor Damian Arias, né le 5 mars 1990 à San Miguel de Tucumán, est un joueur argentin de rugby à XV qui évolue au poste de pilier droit.

## Biographie
Natif de la province de Tucumán, Victor Damian Arias débute au poste de pilier dans le club local du Lince RC. Il remporte pendant sa jeunesse cinq fois consécutivement le titre de champion junior d'Argentine ; cette performance lui permet d'être repéré par la fédération argentine et d'être appelé en équipe nationale des moins de 20 ans. Il participe ainsi au championnat du monde junior 2010 qui se déroule dans son pays natal. À cinq reprises sur la feuille de match, il finit 6e de la compétition avec les Pumitas.
Désireux de s'insérer dans une structure professionnelle, il quitte l'Argentine en 2012, où le sport a encore un statut amateur, pour s'exiler en France. Sur les tablettes de l'Aviron bayonnais, du Biarritz olympique, de la Section paloise et de l'US Dax, il choisit d'intégrer le club landais, et préfère décrocher un contrat professionnel en Pro D2 plutôt qu'un contrat espoir en Top 14.
Arias intègre en 2014 le groupe des Jaguars, l'équipe réserve nationale des Pumas, dans le cadre de la Tbilissi Cup qu'il remporte,.
Après une prolongation en 2014 d'une saison plus une optionnelle avec l'US Dax, Arias quitte le club à l'intersaison 2015 pour rejoindre l'US Montauban, prolongeant en 2017 pour une saison supplémentaire.
Non conservé à l'issue de la saison 2017-2018, il figure ensuite dans la liste de Provale des joueurs au chômage. Il s'engage finalement avec l'US bressane pour une saison.
Peu utilisé lors de la saison 2021-2022, Arias rejoint le RC Surenes en Nationale.
Il signe avec le C' Chartres Rugby à l'intersaison 2024, club évoluant en Fédérale 1.

## Palmarès
- Tbilissi Cup :
  - Vainqueur : 2014 (en).